# Cape Cod

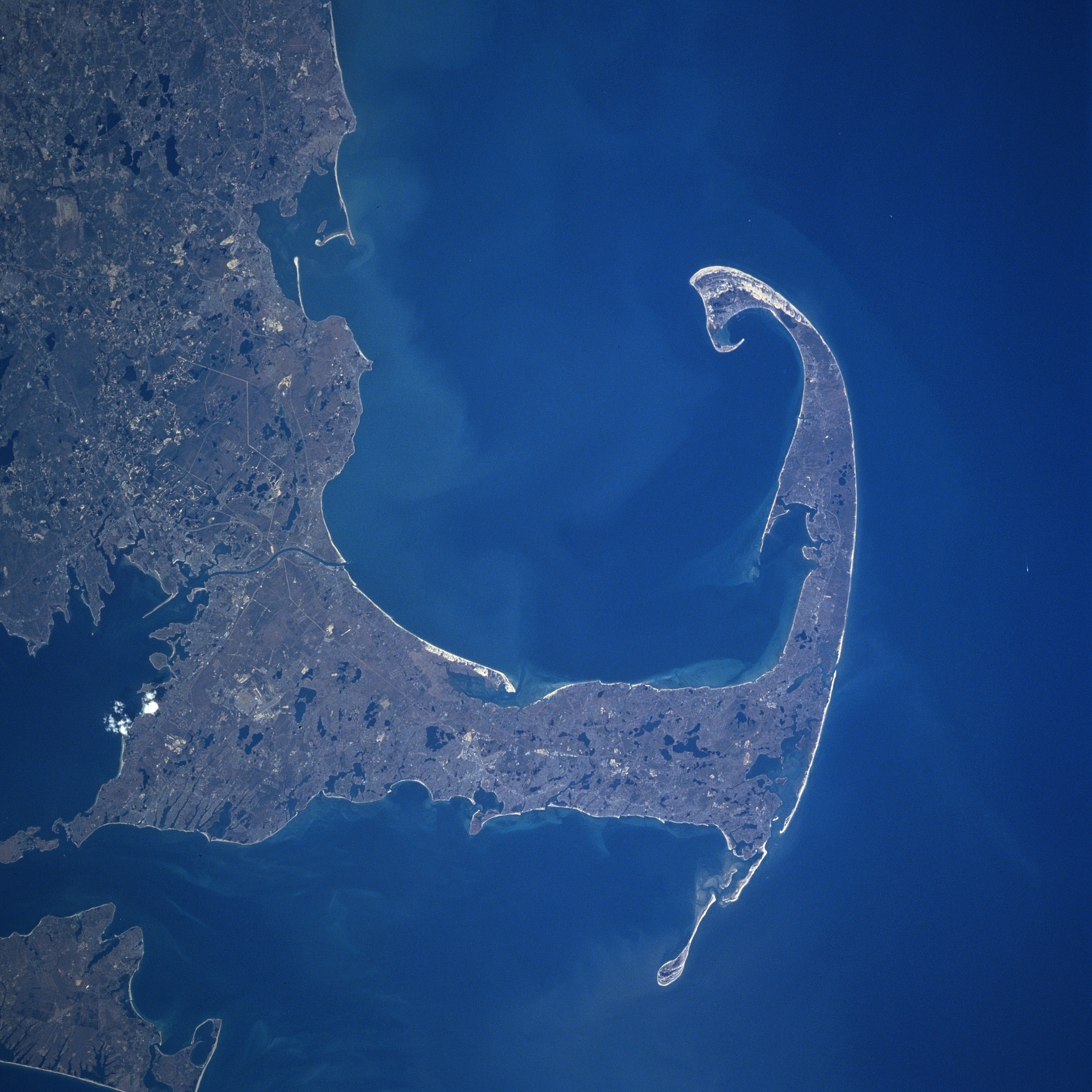
Cape Cod - vedere din satelit

Cape Cod este o peninsulă din partea de E a statului Massachusetts, SUA. Are 105 km lungime și între 2-32 km lățime, se arcuiește larg în Oceanul Atlantic până cuprinde golful Cape Cod și atinge golful Buzzards.
Canalul cape Cod, ce traversează de-a curmezișul baza peninsulei, reprezintă un segment al sistemului intracostier de canale navigabile de la Atlantic.
Cape Cod a fost denumit astfel de un explorator englez, care i-a cercetat țărmurile în 1602 și a realizat "o mare captură de cod".